# Kruka
Kruka (niem. Reiβing See) – jezioro w woj. warmińsko-mazurskim, w powiecie ostródzkim, w gminie Miłakowo. Powierzchnia zwierciadła wody według różnych źródeł wynosi od 2,5 ha do 3,5 ha, położone między wsią Stare Bolity, a osadą Nowe Bolity.